# Antepipona senegalensis
Antepipona senegalensis är en stekelart som först beskrevs av Henri Saussure 1853.  Antepipona senegalensis ingår i släktet Antepipona och familjen Eumenidae. Inga underarter finns listade i Catalogue of Life.